# Uranbergbau in Niger

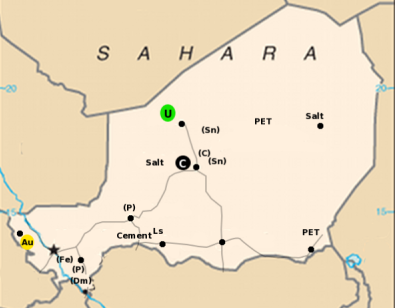
Bergbau in Niger

Der Uranbergbau in Niger ist einer der wichtigsten Wirtschaftszweige des westafrikanischen Binnenstaates, denn Uran ist das wichtigste Exportgut. Der Uranbergbau in Niger entwickelte sich unter französischer Federführung und das Land gehört seit Förderbeginn 1971 zu den weltweit bedeutenden Uranlieferanten. Im Jahr 2015 betrug der nigrische Anteil (aus zwei aktiven Bergwerken) etwa 7 % der Welturanförderung. Die geschätzten Uranreserven von Niger liegen bei 311.000 Tonnen (World Nuclear Association, Stand 2022) und machen 5 % der Weltreserven aus.

## Historischer Hintergrund
Zwar ist Niger eines der ärmsten Länder der Welt, jedoch ist das Land reich u. a. an dem Bodenschatz Uran. Das erste Uranvorkommen bei Azelik wurde im Jahr 1957 bei der Kupfererkundung durch den französischen geologischen Dienst, das Bureau de recherches géologiques et minières (BRGM), entdeckt. Die französische Atomenergiebehörde CEA veranlasste daraufhin weitere Studien, wodurch in der Folge weitere Vorkommen entdeckt wurden, unter anderem Arlit im Jahr 1965 und Akouta im Jahr 1967. Das erste Uran wurde 1971 gefördert.
Uran ist heute das mit Abstand wichtigste Handelsgut des Landes: im Jahr 2010 machte es über 60 Prozent der Gesamtexporte Nigers aus. Bis zu diesem Zeitpunkt wurden in Niger etwa 114.346 t Uran produziert. Im Jahr 2015 war Niger nach Kasachstan, Kanada und Australien der viertgrößte Uranproduzent. Zwei Bergwerke mit einer Gesamtproduktion von 4116 t Uran lieferten etwa 7 % der Weltförderung.
Nach schwierigen Verhandlungen einschließlich der Produktionseinstellung im Jahr 2010 unterzeichneten Orano, der Betreiber der beiden derzeit aktiven Urangruben, und die nigrische Regierung im Jahr 2014 einen neuen Fünfjahresvertrag für den Weiterbetrieb der beiden aktiven Bergwerke. Dieser beruht auf dem nigrischen Berggesetz von 2006 und beinhaltet die schrittweise Erhöhung der Förderabgaben auf 12 %, gemessen am Marktwert des Urans und in Abhängigkeit von der Profitabilität der Gruben sowie Investitionen in die regionale Infrastruktur des Landes.
Die Uranförderprovinz befindet sich im Norden des Landes, etwa 900 km nördlich der Hauptstadt Niamey. Das gewonnene Uran wird zunächst an die Eigner der Bergwerksunternehmen anteilig verkauft. Der dafür geltende Preis wird durch die nigrische Regierung festgelegt (etwa 145 US$ pro kg Uran im Jahr 2014). Die Anteilseigner können ihren Urananteil dann selbstständig auf dem Weltmarkt vermarkten oder eigenständig verbrauchen. Der Export der Urankonzentrate erfolgt über den Hafen von Cotonou im Nachbarland Benin. Ziel der Uranexporte ist hauptsächlich die Konversionsanlage im französischen Pierrelatte.
Niger ist Unterzeichner des Atomwaffensperrvertrages einschließlich des Zusatzprotokolls, welches das Land 2004 unterzeichnete.

## Geographie und Geologie
Alle derzeit bekannten Uranvorkommen Nigers befinden sich im Tim-Mersoi-Sedimentbecken mit einer Ausdehnung von 140.000 km² im Norden des Landes, westlich des Air Massivs. Alle Uranvorkommen gehören zum sedimentären Typ, wobei tabulare Uranerzkörper in kambrischen bis kretazischen limnischen Sandsteinen vorkommen. Als Quelle für das Uran im Tim-Mersoi-Becken werden anorogene Granite (A-Typ-Granite) des Air Massivs sowie kristalline Gesteine des Grundgebirges angenommen. Durch salinare Beckenlösungen mit 80 bis 180 °C Temperatur wurde das Uran transportiert und in Sandsteinformationen reich an organischen Material und Schwefel ausgefällt. Das Alter der Uranvererzungen liegt bei etwa 290 bis 130 Millionen Jahren mit zwei Hauptbildungszeitpunkten bei etwa 190 und 150 Millionen Jahren.
Uranminerale in den Erzkörpern sind im Wesentlichen Uraninit und Coffinit. Bedeutende Nebenbestandteile sind unter anderem Sulfide (Pyrit, Markasit, Sphalerit), Montroseit, vanadiumreicher Chlorit, Corrensit und Jordisit. Die Größe der einzelnen Erzkörper variiert von wenigen 100 bis zu mehr als 50.000 t Uraninhalt (im Fall von Akouta und Arlit) mit Urangehalten von 0,2 bis 0,5 % im Erz.
Das organische Material (eingetragene Pflanzenreste) in den Sandsteinformationen hatte als Reduktionsmittel eine entscheidende Bedeutung für die Entstehung der Uranvorkommen im Tim-Morsoi-Becken, daher zählt die IAEA diese Uranvorkommen zu einem eigenen Subtyp tabularer Sandsteinlagerstätten, den intrinsisch mit Kohlenstoff verbundenen Uranvererzungen (englisch Intrinsic carbon related deposits). Akouta und Arlit sind die weltgrößten Beispiele dieses Lagerstättentyps. Ähnlich klassifiziert Dahlkamp diese Uranvorkommen zum Subtyp der tabularen / penekonkordanten Uranvorkommen der sandsteingebunden Uranverkommen: Uranvorkommen in fluviatilen Sandsteinen mit intrinsischen Reduktionsmittel, wobei Arlit das Typenbeispiel für diese Form von Uranvererzung darstellt.

## Projekte

### SOMAIR

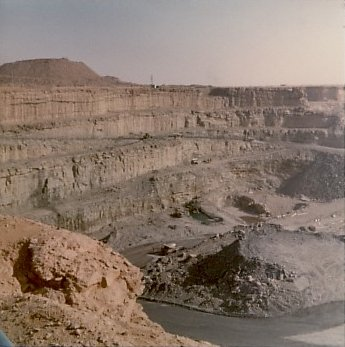
Tagebau Arlit

Die Société des Mines de l'Air (SOMAIR) betreibt die Urantagebaue und die Uranaufbereitung etwa 7 km nordwestlich von Arlit und 250 km nördlich von Agadez. Das Unternehmen wurde 1968 gegründet und begann mit der Uranproduktion im Jahr 1971. SOMAIR gehört mit einem Anteil von 63,6 % dem französischen Konzern Areva und zu 36,4 % dem nigrischen Office National des Ressources Minieres du Niger (ONAREM), gehalten durch das staatliche Unternehmen Société du Patrimoine des Mines du Niger (SOPAMIN).
Die drei Tagebaue Arlit, Tomou und Artois sind zwischen 70 und 90 m tief und beliefern eine konventionelle Aufbereitungsanlage mit einer Kapazität von 3000 t Uran pro Jahr. Der durchschnittliche Urangehalt im Aufgabeerz lag 2015 bei 0,28 %. Aus diesem Erz wird ein Natriumurankonzentrat produziert. Zusätzlich wurde 2010 eine Haufenlaugungsanlage (Arlit-Lixi) mit einer Kapazität von 1,2 Millionen Tonnen Erz pro Jahr für Armerze unter 0,1 % Urangehalt in Betrieb genommen, welche zusätzlich etwa 1000 t Uran im Jahr produzieren kann.
Mit dem Erstarken islamistischer Gruppen in Nord- und Zentralafrika nahmen Angriffe auf die Gruben in Arlit zu. 2010 wurden sieben Mitarbeiter von Areva in Arlit entführt. Im Tagebau Arlit sprengte sich am 23. Mai 2013 ein Selbstmordattentäter in die Luft. Dabei starben 26 Menschen und 50 wurden verletzt, unter den Verletzten waren 13 Mitarbeiter von AREVA.

### COMINAK
Die Compagnie Minière d’Akouta (COMINAK) wurde 1974 gegründet und begann mit der untertägigen Gewinnung in der Nähe der Stadt Akokan im Jahr 1978, zunächst auf der Lagerstätte Akouta und nachfolgend auf Akola und Afasto aus etwa 250 m Teufe. Das Unternehmen gehört zu 34 % Areva, zu 25 % der japanischen Overseas Uranium Resources Development Co. (OURD), zu 10 % der spanischen Enusa SA und zu 31 % dem nigrischen ONAREM durch Sopamin. Die derzeitige Kapazität der Erzaufbereitung liegt bei 1800 t Uran (als Magnesiumuranat) pro Jahr. Der Urangehalt des Aufgabeerzes lag im Jahr 2015 bei 0,4 %. Betreiber der Anlagen ist Areva. Am 31. März 2021 wurde die Produktion eingestellt.

### SOMINA
Die Société des Mines d’Azelik (SOMINA) wurde im Jahr 2007 zur Gewinnung von Uran aus der Lagerstätte Azelik gegründet. Diese befindet sich etwa 160 km südlich von Arlit. Das Unternehmen gehört zu 37,2 % der chinesischen CNNC International (auch Betreiber), zu 33 % dem nigrischen Staat, zu 24,8 % der chinesischen Investmentgruppe ZXJOY Invest und zu 5 % der südkoreanischen Korea Resources Corp (KORES).
Mit der Gewinnung wurde im Jahr 2011 begonnen und die Jahresproduktion erhöhte sich bis 2014 auf 225 t Uran. Ursprünglich sollten im Jahr 2015 eine Gewinnung von 2500 t Uran erreicht und diese bis 2020 noch einmal verdoppelt werden, jedoch beschlossen die Eigner 2015, die Grube aufgrund finanzieller und technischer Schwierigkeiten vorerst stillzulegen. Die Lagerstätte wurde sowohl durch Tage- als auch durch Tiefbau erschlossen und nutzte alkalische Laugung zur Gewinnung des Urans aus dem Erz, das einen durchschnittlichen Urangehalt von 0,2 % hatte.

### Imouraren
Imouraren S. A. gehört zu 66,65 % Areva NC Expansion (86,5 % Areva, 13,5 % Korea Electric Power Co – KEPCO) und zu 33,35 % dem nigrischen Staat, vertreten durch dessen Regierung (10 %) und Sopamin (23,35 %).
Die Lagerstätten Imouraren befindet sich etwa 80 km südlich von Arlit. Die Lagerstätte erstreckt sich über 8 × 2,5 km und beinhaltet laut Areva Uranreserven in Höhe von 213.700 t mit einem durchschnittlichen Urangehalt von 0,07 % sowie weitere angezeigte Ressourcen in Höhe von 62.500 t Uran. Mit einem geplanten Investitionsvolumen von rund 1,9 Milliarden Euro ist Imouraren das bedeutendste Bergbauprojekt, welches jemals in Niger in Angriff genommen wurde. Aufschlussarbeiten am Tagebau begannen 2012 und die Produktion sollte 2013 aufgenommen werden. Über einen Produktionszeitraum von 35 Jahren soll das Bergwerk jährlich 5.000 t Uran liefern. Jedoch führten Auseinandersetzungen mit den Arbeitnehmern zu Verzögerungen während der Konstruktionsphase und der Verfall des Uranpreises führte zu weiteren Aufschiebungen. Eine gemeinsame Kommission von Areva und der nigrischen Regierung sollte einen neuen Termin für die Produktionsaufnahme festlegen, diese ist aber nach wie vor (Stand: August 2023) nicht erfolgt. Im September 2022 gab Orano bekannt, es werde geprüft, ob ein Abbau der Lagerstätte mit anderen Methoden machbar sei.

### Weitere Projekte
Derzeit gibt es in Niger eine Anzahl weiterer Projekte im fortgeschrittenen Planungsstadium. Das kanadische Unternehmen GoviEx Uranium entwickelt das Madaouela-Uranium-Project etwa 15 km von Arlit. Laut Unternehmensangaben beinhaltet die Lagerstätte eine gemessene und angezeigte Uranressource von 38.200 t sowie weitere 7.050 t Uran als abgeleitete Ressource. Der nigrische Staat, welcher 10 % der Projektanteile hält, erteilte die Bergbaubewilligungen für das Projekt im Frühjahr 2016. Die Erzkörper sollen sowohl über- als auch untertage gewonnen werden und über einen Zeitraum von 21 Jahren rund 1.000 t Uran pro Jahr liefern.
Global Atomic Fuels Corp., ebenfalls aus Kanada, erkundet vier Uranvorkommen in Niger. Davon ist Dasa, etwa auf halber Strecke zwischen Arlit und Agadez, am weitesten fortgeschritten. Die vorläufige Gesamtressource für Dasa beträgt 44.500 t Uran bei einem durchschnittlichen Urangehalt von 0,155 % (0,05 % Uran-Schwellengehalt). Die vorläufigen Studien sehen eine untertägige Gewinnung von Dasa vor.

## Umwelt- und Gesundheitsfolgen
Nachdem Bewohner von Arlit sowie Beschäftigte über Jahrzehnte ihre Bedenken über Umwelt- und Gesundheitsfolgen geäußert hatten, untersuchten 2003 die französische „Kommission für unabhängige Forschung und Information über Radioaktivität“ (CRIIRAD) sowie Greenpeace 2009 die Lage in Arlit. Beide kamen zu dem Schluss, dass ionisierende Strahlung in Arlit fast allgegenwärtig ist. Radioaktive Zerfallsprozesse in erhöhtem Maß wurden im Boden, in der Luft und im Wasser nachgewiesen, jedoch auch in Gegenständen und Gebäuden. Durch die freigesetzte Radioaktivität ist die Sterblichkeit bei Arbeitern und Bewohnern in den Abbaugebieten deutlich erhöht.